# Scirtothrips niveus
Scirtothrips niveus är en insektsart som beskrevs av Ian A. Hood 1913. Scirtothrips niveus ingår i släktet Scirtothrips och familjen smaltripsar. Inga underarter finns listade i Catalogue of Life.